# Superman revine
Superman Revine (titlu original Superman Returns) este un film american realizat de Bryan Singer și produs de Warner Bros. care a avut premiera mondială pe data de 12 iulie 2006.